# الخطوط الجوية الأوكرانية
إيروسفيت - الخطوط الجوية الأوكرانية (بالإنجليزية: Aerosvit - Ukrainian Airlines)‏ (بالأوكرانية:АероСвіт-Українські авіалінії) هي شركة الطيران الوطنية الأوكرانية، تأسست في 25 مارس 1994، يقع مقرها الرئيسي في العاصمة كييف وتتخذ من مطار بوريسبيل الدولي مركزاً لعملياتها، تقدم الخطوط الجوية الأوكرانية خدماتها إلى 38 وجهة داخل أوكرانيا، وأوروبا، أمريكا الشمالية، الصين، الهند، ومصر، وتعتبر الشركة الراعي الرسمي للفريق الأولمبي الأوكراني.

## وصلات خارجية
- الموقع الرسمي للشركة (بالإنجليزية)
- تفاصيل أسطول الخطوط الجوية الأوكرانية (بالإنجليزية)